# Liqueur de crème de riz
La liqueur de crème de riz est une liqueur d'alcool de riz 100% distillée, aux arômes de cannelle et de citron à la saveur sucrée, qui se prend seule et froide ou avec de la glace, après les repas ou pour accompagner les desserts ou le café,.
C'est une spécialité du Delta de l'Èbre.